# Vicente Sancho

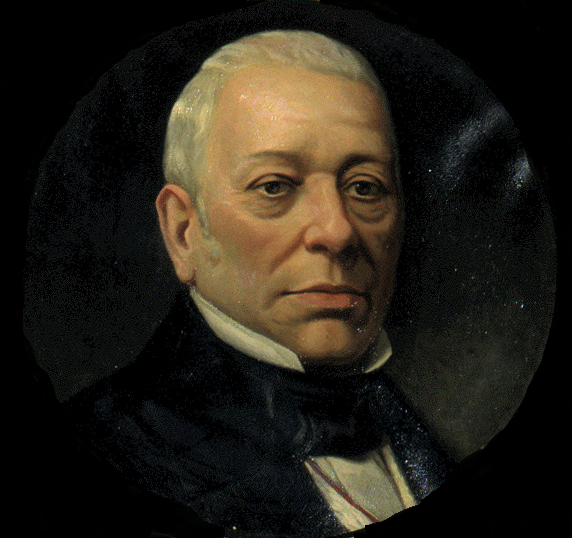
Vicente Sancho.

Vicente Sancho (Petrés, 5 april 1784 - Madrid, 29 mei 1860) was een Spaans politicus en eerste minister.

## Levensloop

### Revolutie van 1820 en regering vanFerdinand VII
Na zijn studies rechtswetenschappen begon Sancho aan een militaire opleiding. Aan het begin van de Spaanse Revolutie van januari 1820 werd hij bevorderd tot kolonel en werd ook secretaris van de provisorische junta van Madrid. Op 9 maart 1820 werd hij vicepresident van de tijdelijke regering die gevormd werd door de revolutionaire liberalen en bleef dit tot op 9 juli 1820. In 1822 werd hij tevens parlementslid. In de loop van de verdere periode van revolutie werd hij in 1822 voorzitter van de politieke beweging van Barcelona en militaire commandant van Murcia. In 1823 werd hij gouverneur van Cartagena.
Een Franse invasie maakte in 1823 een einde aan de liberale revolutie en Ferdinand VII herstelde het absolutisme. Sancho ging in ballingschap naar Frankrijk en later naar het Verenigd Koninkrijk. In 1830 nam hij deel aan een ontmoeting van Spaanse liberalen in ballingschap in Bayonne.

### Regering vanIsabella II, eerste minister en laatste levensjaren
Na de dood van Ferdinand VII in september 1833 schonk regentes Maria Christina algemene amnestie aan de liberalen. In 1835 keerde Sancho terug naar Spanje om er samen met Juan Álvarez Mendizábal de leider te worden van de progressieven. Toen die eerste minister was, was Sancho secretaris van de ministerraad.
Van 26 februari 1836 tot 3 september 1844 was hij afgevaardigde in het parlement en in juli 1837 was hij tevens voor één maand parlementsvoorzitter. Op 20 juli 1840 werd hij minister van Binnenlandse Zaken in de regering van Antonio González y González en bleef dit tot op 12 augustus 1840.
Op 11 september 1840 werd Sancho benoemd tot eerste minister en wou in deze functie de bezetting van de communale regeringen doordrukken. Er braken echter opstanden uit in Catalonië en op 16 september 1840 moest hij aftreden als premier. Zijn opvolger werd generaal Baldomero Espartero.
Wegens zijn politieke verdiensten werd hij op 21 april 1847 senator voor het leven met een onderbreking in 1854-1856, toen hij opnieuw afgevaardigde was.
- International Standard Name Identifier: 0000 0000 3847 2610
- Library of Congress Control Number: no89013330
- Système universitaire de documentation: 175875073
- Virtual International Authority File: 43855278
- WorldCat: E39PBJrC9QQ6jQG7Y9bcp4FMyd